# Episodi di Good Witch (quarta stagione)
La quarta stagione della serie televisiva Good Witch, composta da 10 episodi, è stata trasmessa in prima visione negli Stati Uniti su Hallmark Channel dal 29 aprile al 1º luglio 2018.
In Italia la stagione è stata interamente distribuita su Netflix il 1º settembre 2018, ad eccezione dell'episodio speciale pubblicato poi su Netflix il 15 dicembre 2019. In chiaro è stata trasmessa su Rai 2 dal 28 dicembre 2018 al 4 gennaio 2019.
| n°                                                    | Titolo originale                                      | Titolo italiano              | Prima TV USA    | Pubblicazione Italia | Prima TV in chiaro Rai 2 |
| ----------------------------------------------------- | ----------------------------------------------------- | ---------------------------- | --------------- | -------------------- | ------------------------ |
| 1                                                     | With This Ring                                        | Con questo anello            | 29 aprile 2018  | 1º settembre 2018    | 28 dicembre 2018         |
| 2                                                     | In 4/4, With Emotion                                  | In 4/4 con emozione          | 6 maggio 2018   | 1º settembre 2018    | 28 dicembre 2018         |
| 3                                                     | Daddy's Home                                          | La casa di papà              | 13 maggio 2018  | 1º settembre 2018    | 31 dicembre 2018         |
| 4                                                     | Family Time                                           | Insieme in famiglia          | 20 maggio 2018  | 1º settembre 2018    | 1º gennaio 2019          |
| 5                                                     | Written Like A Merriwick                              | Come una Merriwick           | 27 maggio 2018  | 1º settembre 2018    | 2 gennaio 2019           |
| 6                                                     | Match Game                                            | Il gioco degli abbinamenti   | 3 giugno 2018   | 1º settembre 2018    | 2 gennaio 2019           |
| 7                                                     | Til Death Do Us Part                                  | Finché morte non ci separi   | 10 giugno 2018  | 1º settembre 2018    | 3 gennaio 2019           |
| 8                                                     | All Dressed Up                                        | L'abito perfetto             | 17 giugno 2018  | 1º settembre 2018    | 3 gennaio 2019           |
| 9                                                     | How To Make A Middleton Quilt                         | Una trapunta stile Middleton | 24 giugno 2018  | 1º settembre 2018    | 4 gennaio 2019           |
| 10                                                    | Tossing Bouquet                                       | Il lancio del bouquet        | 1º luglio 2018  | 1º settembre 2018    | 4 gennaio 2019           |
| Speciale di Halloween: Good Witch: Tale of Two Hearts | Speciale di Halloween: Good Witch: Tale of Two Hearts | La storia di due cuori       | 21 ottobre 2018 | 15 dicembre 2019     | 8 maggio 2019            |